# 滋賀大学の人物一覧
滋賀大学の人物一覧（しがだいがくのじんぶついちらん）は、滋賀大学に関係する人物の一覧記事。

## 著名な出身者
Category:滋賀大学出身の人物

### 経済・経営

#### 金融業
- 丹羽宇一郎 - 元伊藤忠商事会長・相談役、元日本郵政取締役、元中華人民共和国特命全権大使、滋賀大学名誉博士
- 青園雅紘 - 元コスモ証券社長、元CSK会長
- 柏原康夫 - 京都銀行会長、関西文化学術研究都市推進機構理事長、藍綬褒章受章
- 川瀬源太郎 - 元日本生命会長、元関西経済連合会副会長、近畿日本鉄道・近畿日本ツーリスト・南海電気鉄道等 取締役、住友銀行・大丸・阪急電鉄等 監査役、勲一等瑞宝章受章 - 旧制
- 土井伸宏 - 京都銀行代表取締役頭取
- 能島伸夫 - カブドットコム証券会長、元大正銀行社長、元モビット社長、元キーエンス社外監査役
- 福島吉治 - 元野村証券副社長、元セガ会長
- 簗瀬悠紀夫 - 元名古屋銀行頭取
- 山田督 - 関西アーバン銀行副会長、元びわこ銀行頭取
- 池田直樹 - 十六フィナンシャルグループ代表取締役社長、十六銀行取締役
- 清塚徳 - サンライズキャピタル社長、汐留パートナーズ 代表パートナー、元CLSAマネージングディレクター / 日本総責任者、元ベイカレント取締役
- 吉田雅昭 - 元徳島大正銀行代表取締役副会長、元三菱UFJファクター会長
- 嶽山貞治郎 - 元滋賀銀行会長・頭取、藍綬褒章受章、勲四等瑞宝章受章 - 旧制
- 磯村元史 - 日本年金機構理事、函館大学客員教授、元東洋信託銀行(現三菱UFJ信託銀行)代表取締役副社長、元洋伸不動産社長、元滋賀大学・早稲田大学非常勤講師
- 深尾昌峰 - プラスソーシャルインベストメント代表取締役会長、龍谷大学副学長、経済財政諮問会議 専門委員・政策コメンテーター、元京都地域創造基金理事長
- 小梶清司 - 元日本国債清算機関（現:日本証券クリアリング機構）社長、元日本相互証券 専務取締役、守谷輸送機工業社長

#### 製造業・流通業
- 岡田一 - 元トーエネック会長、元中部電力副社長、元涼仙ゴルフ倶楽部理事長、旭日中綬章受章
- 桂泰三 - 元シャープ副社長 - 旧制
- 河本嘉久蔵 - アヤハグループ創業者、勲一等瑞宝章受章 - 旧制
- 小林耕士 - トヨタ自動車副社長、デンソー副会長、名古屋商工会議所副会頭
- 坂井昌治 - 名鉄運輸相談役、元同社社長
- 澤田太郎 - 大丸松坂屋百貨店社長、日本百貨店協会副会長
- 竹森二郎 - アイ・ロジスティクス（現伊藤忠ロジスティクス）社長、元伊藤忠商事常務
- 戸田一雄 - 元松下電器(現パナソニック)副社長、アスクル社外取締役、文化学院理事長、 京都工芸繊維大学・滋賀大学 特任教授
- 夏川鉄之助 - 元オーミケンシ社長、元ミカレディ会長、藍綬褒章受章 - 旧制
- 樋口廣太郎 - 元アサヒビール会長、元経団連副会長、元住友銀行代表取締役副頭取、元日本ナスダック協会会長、元大阪証券取引所取締役会長  - 旧制
- 堀川馨 - シャルマングループ会長
- 村上雅洋 - 日清紡ホールディングス社長、日本紡績協会会長
- 小田学 - ヒマラヤ代表取締役社長兼CEO、コアブレイン取締役、元Princes Limited(英国)会長、 元三菱商事株式会社 食品産業グループCEOオフィス
- 林紗陽 - 日本機能性コスメ研究所CEO、三山商事 代表取締役
- 近安理夫 - アサヒグループホールディングス執行役員、カルソニックカンセイ常務執行役員、元HOYACIO
- 桂田和也 - 花王経営監査室長
- 増田知晴 - 大和エナジー・インフラ専務取締役、大和インベストメント・マネジメント代表取締役副社長
- 寺垣敬司 - 星和電機取締役執行役員
- 松永仏骨 - 元日本理化学工業社長、元自由党衆議院議員、元真宗佛光寺派最高顧問 - 旧制
- 小梶清司 - 守谷輸送機工業社長、元日本国債清算機関（現:日本証券クリアリング機構）社長、元日本相互証券 専務取締役
- 田口敏三 - 元近江兄弟社社長、元学校法人桜美林学園理事

#### 情報業・通信業等
- 青園雅紘 - 元CSK会長、元コスモ証券社長
- 飯塚浩彦 - 産経新聞代表取締役社長、日本工業新聞社（フジサンケイ ビジネスアイ）取締役会長
- 岩根順子 - サンライズ出版社長、ブルーレーク賞受賞
- 大田弘之 - テレビせとうち社長
- 久野康成 - 公認会計士、東京コンサルティングファーム会長
- 高田久成 - 元京都馬主協会相談役、元中外炉工業専務 - 旧制
- 西田昌司 - 元京の発言編集長、税理士、自由民主党参議院議員
- 福島吉治 - 元CSK会長、元セガ会長、元野村証券副社長
- 前川一博 - パナソニック電工IS社長
- 越智道夫 - ミイダス執行役員CMO
- 丸山貴宏 - クライス＆カンパニー社長

### 政治

#### 現職国会議員
- 西田昌司 - 自由民主党参議院議員、きょうと青年政治大学校事務総長

#### 元職国会議員
- 宇野宗佑 - 第75代内閣総理大臣 - 旧制
- 河本嘉久蔵 - 元国土庁長官、元北海道開発庁長官 - 旧制
- 岩崎昭弥 - 元日本社会党参議院議員 - 旧制
- 山元勉 - 元民主党衆議院議員、元衆議院環境委員長
- 松永仏骨 - 元自由党衆議院議員、元日本理化学工業社長、元真宗佛光寺派最高顧問 - 旧制

#### 地方政界
- 西田善一 - 元大津市長 、大津市名誉市民 - 旧制

### 行政
- 磯村元史 - 元日本年金機構理事、東京都金融広報アドバイザー
- 粕渕功 - 公正取引委員会経済取引局長、元公正取引委員会事務総局官房総括審議官
- 加藤義治 - 駐モーリシャス特命全権大使、元スラバヤ総領事、元外務省地域調整官
- 金田正男 - 元一橋大学副学長、元奈良教育大学理事・事務局長
- 中山武憲 - 元公正取引委員会名古屋地方事務所所長、名古屋経済大学名誉教授
- 廿日岩信次 - 元関東信越国税不服審判所長、社団法人金融先物取引業協会事務局長、瑞宝中綬章受章者
- 吉岡孝昭 - 世界平和研究所主任研究員、帝京大学教授、モンゴル科学技術大学客員教授

### 大学・研究

#### 経済学
- 青木外志夫 - 一橋大学名誉教授、元経済地理学会会長 - 旧制
- 田中秀夫 - 京都大学名誉教授
- 家森信善- 名古屋大学教授、神戸大学教授、金融庁参与
- 御崎加代子 - 滋賀大学教授、国際ワルラス学会会長
- 岩橋勝 - 松山大学名誉教授、日本学士院賞
- 片山貞雄 - 滋賀大学名誉教授
- 仙田左千夫 - 滋賀大学名誉教授
- 岡田光代 - 大阪公立大学（旧大阪府立大学）准教授
- 小倉明浩 - 滋賀大学教授
- 内山昭 - 立命館大学教授
- 江頭進 - 小樽商科大学教授
- 小川雄平 - 西南学院大学教授
- 西垣鳴人 - 岡山大学教授

#### 経営学・会計学
- 磯村元史 - 函館大学客員教授、日本年金機構理事
- 馬場克三 - 九州大学名誉教授 - 旧制
- 谷端長 - 神戸大学名誉教授 - 旧制
- 吉田修 - 滋賀大学名誉教授
- 伊藤博之 - 滋賀大学教授
- 小田切純子 - 滋賀大学教授
- 小野善生 - 関西大学准教授
- 北居明 - 大阪公立大学（旧大阪府立大学）教授
- 澤田幹 - 金沢大学教授
- 辻峰男 - 大阪公立大学教授
- 戸田一雄 - 京都工芸繊維大学特任教授
- 西尾久美子 - 京都女子大学准教授
- 山桝忠恕 - 元慶應義塾大学教授 - 旧制
- 頼誠 - 兵庫県立大学教授

#### 社会学・法学等
- 伊豫谷登士翁 - 一橋大学名誉教授
- 金田正男 - 一橋大学副学長
- 深尾昌峰 - 龍谷大学副学長、経済財政諮問会議 専門委員・政策コメンテーター、プラスソーシャルインベストメント代表取締役会長、元京都地域創造基金理事長
- 岸田雅雄 - 神戸大学名誉教授、早稲田大学名誉教授
- 辻二郎 - 東京科学大学（旧東京工業大学）名誉教授 - 旧制
- 中村昌生 - 京都工芸繊維大学名誉教授 - 旧制
- 吉岡孝昭 - 千葉商科大学客員教授、世界平和研究所主任研究員
- 神山進 - 滋賀大学名誉教授
- 吉田龍恵 - 滋賀大学名誉教授
- 加納正雄 - 滋賀大学教授、元滋賀県生活協同組合連合会会長
- 井口貢 - 同志社大学教授
- 只友景士 - 龍谷大学教授
- 中山武憲 - 名古屋経済大学教授
- 山下登 - 岡山大学教授

### 社会・文化
- 浅田若菜 - 元東海ラジオ放送アナウンサー
- 岩根順子 - 社会運動家、三方よし研究所創立者・副理事長
- 宇田川修一 - 山陰放送アナウンサー
- 内田あや - 歌手
- 川勝主一郎 - ラグビー指導者、関西ラグビーフットボール協会会長、俳優
- 久野康成 - 著述家、公認会計士、証券アナリスト、心理カウンセラー
- さかはらあつし - 映画監督・プロデューサー（後に京都大学へ）
- 関口雄大 - 元プロ野球選手（横浜ベイスターズ、北海道日本ハムファイターズ外野手）
- 関義哉 - 新選組リアン
- 高田久成 - 馬主、テンポイント等を所有 - 旧制
- 田中稔彦 - 俳優
- 玉井義臣 - 社会運動家、教育者、あしなが育英会創始者・会長
- 戸田一雄 - 教育者、文化学院理事長
- 中村昌生 - 建築家、日本芸術院賞受賞 - 旧制
- 平井まさあき - お笑いタレント、男性ブランコ
- 深尾昌峰 - 社会起業家、きょうとNPOセンター創立者・常務理事
- 宮本順三 - 玩具デザイナー、画家 - 旧制
- 矢的竜 - 小説家、歴史群像大賞優秀賞受賞
- 山本亨介 - 将棋観戦記者、小説家 - 旧制
- 吉田龍恵 - 僧侶、舎那院住職

### 教育学部
- 秋田喜三郎 - 国語学者、教科書編纂者 - 旧制
- 稲垣稜 - 奈良大学准教授
- 上山熊之助 - サッカー選手 - 旧制
- 奥本務 - 第17代高槻市長
- 勝山貴之 - 同志社大学教授
- 北村春吉 - 数学者、サッカー選手 - 旧制
- 永井一彰 - 奈良大学教授
- 西端幸雄 - 大阪樟蔭女子大学教授
- 橋本忠太郎 - 植物学者 - 旧制
- 深尾昌峰 - 龍谷大学准教授
- 前芝武史 - 兵庫教育大学大学院学校教育研究科教授、彫刻家、日展会員、白日会関西支部副支部長
- 松永仏骨 - 元自由党衆議院議員、元日本理化学工業社長、元真宗佛光寺派最高顧問 - 旧制
- 山田良定 - 滋賀大学名誉教授、彫刻家、元浄土宗専念寺住職
- 山元勉 - 元民主党衆議院議員

## 著名な教職員
Category:滋賀大学の教員
- 竹村彰通 - 統計学、東京大学名誉教授、元スタンフォード大学・パデュー大学統計学部 客員教授、元データサイエンス学部教授・学部長、滋賀大学第14代学長
- 須齋正幸 - 出島リサーチ＆コンサルツ社長、元カリフォルニア大学バークレー校ビジネススクール訪問研究員、シドニー大学ビジネススクール客員教授、元長崎大学副学長、滋賀大学理事・副学長
- 須江雅彦 - 元総務省統計局長、元統計研修所長兼大臣官房統計情報戦略推進官、SUMCO取締役（監査等委員）、滋賀大学理事・副学長
- 井野口順治 - 元日本電産(現ニデック)顧問、元京都銀行代表取締役専務・特別顧問、滋賀大学監事
- 近藤智子 - ちふれホールディングス社外取締役、元MS＆ADインシュアランスグループホールディングス常勤監査役、元あいおいニッセイ同和損害保険執行役員、長崎大学客員教授、滋賀大学非常勤監事
- 小林耕士 - デンソー代表取締役副会長、トヨタ自動車代表取締役兼執行役員副社長、名古屋商工会議所副会頭、トヨタモビリティ東京株式会社代表取締役会長、トヨタファイナンシャルサービス株式会社取締役、アイシン社外取締役、滋賀大学経営協議会委員
- ルゾンカ典子 - コスモエネルギーホールディングス常務執行役員CDO、滋賀大学経営協議会委員
- 木本芳樹 - 日本経済新聞デジタルメディア社長、元日本経済新聞社常務執行役員、滋賀大学経営協議会委員
- 上本伸二 - 滋賀医科大学学長、元京都大学大学院医学研究科長・医学部長、滋賀大学経営協議会委員

### データサイエンス・AIイノベーション研究推進センター
- 深谷良治 - 戦略的意思決定、元NTTデータ アジア太平洋統括会社 社長・会長、滋賀大学教授
- 川崎茂 - 総務省統計局長、元日本統計学会会長、国連統計委員会議長、国際公的統計協会（IAOS）会長、日本統計協会理事長、元応用統計学会会長、滋賀大学特別招聘教授
- 神保雅一 - 統計数理研究所特任教授、Graphs and Combinatorics, Editor 、滋賀大学教授
- 小松秀樹 - ビュー・コミュニケーションズ副理事長、データサイエンス研究所代表取締役、滋賀大学教授
- 杉山将 - 理化学研究所革新知能統合研究センター センター長、東京大学大学院教授、滋賀大学教授
- 笛田薫 - データサイエンス・AIイノベーション研究推進センター副センター長、元日本統計学会 編集理事、滋賀大学教授
- 増島稔 - SBI金融経済研究所研究主幹・チーフエコノミスト、内閣府経済社会総合研究所 顧問、元外務省大臣官房審議官、元内閣府政策統括官、元SBI金融経済研究所 顧問、元経済社会総合研究所所長、滋賀大学教授
- 安宅和人- 慶應義塾大学教授、LINEヤフーCSO、データサイエンティスト協会理事、滋賀大学データサイエンス学部アドバイザリーボード
- 椿広計 - 統計数理研究所所長、統計数理研究所・総合研究大学院大学・筑波大学名誉教授、総務省政策統括官統計監理官兼客員統括教授、滋賀大学データサイエンス学部アドバイザリーボード
- 村上明子 - AIセーフティ・インスティテュート所長、損害保険ジャパン執行役員CDO、滋賀大学データサイエンス学部アドバイザリーボード
- 清水昌平 - 統計科学、理化学研究所革新知能統合研究センター 汎用基盤技術研究グループ 因果推論チーム チームリーダー、滋賀大学データサイエンス・AIイノベーション研究推進センター 副センター長、滋賀大学教授、「世界で最も影響力のある研究者トップ2%」に選出
- 村松千左子 - 医用画像解析、画像処理、NVIDIA DLIアンバサダー、滋賀大学教授
- 江崎剛史 - バイオインフォマティックス、Sigama Xi正会員、滋賀大学准教授
- 寺門峻佑 - TMI総合法律事務所パートナー、RIZAPグループ社外取締役、インティメート・マージャー社外取締役、TMIプライバシー＆セキュリティコンサルティング 取締役、滋賀大学データサイエンス学部インダストリアルアドバイザー

### 経済学部
- 朝田照男 - 元丸紅会長・名誉理事、元英国市場協議会（BMC）会長、元経済同友会副代表幹事、元日本貿易会副会長、元日本商工会議所特別顧問、滋賀大学客員教授
- 小林文彦 - 伊藤忠商事副社長 執行役員・CAO、滋賀大学客員教授

#### 経済・金融
- 石井利江子 - 経済学、経済学科教授、第10回大阪大学社会経済研究所・森口賞受賞、第4回宮澤健一賞受賞
- 池田潤 - 金融、元助教授、元財務省九州財務局長、元財務省東北財務局長
- 江頭恒治 - 日本経済史、日経・経済図書文化賞受賞、日本学士院賞受賞、名誉教授
- 越後和典 - 産業組織論、元学部長、瑞宝中綬章受章
- 小倉明浩 - 国際経済学、経済学科教授、副学長
- 小栗誠治 - 金融、元日本銀行佐賀事務所長、名誉教授
- 尾上久雄 - 経済学、学長
- 片山貞雄 - 金融論、元学部長、名誉教授、瑞宝中綬章受章
- 久保田肇 - 数理経済学、助教授、北海道大学教授
- 酒井泰弘 - リスク研究、ファイナンス学科特任教授、筑波大学名誉教授
- 仙田左千夫 - 財政学、元学部長、名誉教授
- 得田雅章 - 金融政策、経済学科教授
- 長尾伸一 - 経済思想、名古屋大学名誉教授
- 御崎加代子 - 経済学史、経済学科教授、国際ワルラス学会会長
- 宮本憲一 - 環境経済学、名誉教授、元学長、日本学士院賞等受賞
- 山崎朗 - 産業政策、中央大学教授

#### 経営・会計・情報
- 磯村元史 - ビジネス論、函館大学客員教授
- 伊藤博之 - 経営組織論、名誉教授
- 太田肇 - 組織論、同志社大学教授
- 小川功 - 経営学、名誉教授、跡見学園女子大学教授
- 小田切純子 - 原価計算、名誉教授
- 小野善生 - リーダーシップ論、関西大学准教授
- 大矢知浩司 - 会計学、青山学院大学教授、九州産業大学教授
- 加藤勝康 - 経営学史、東北大学名誉教授、瑞宝中綬章受章
- 門脇延行 - 経営学、元学部長、名誉教授、瑞宝中綬章受章
- 戸田一雄 - 経営学、名誉教授、企業経営学科特任教授
- 服部泰宏 - 経営管理論、横浜国立大学准教授
- 藤村博之 - 労使関係論、元教授、法政大学教授
- 松本雅男 - 会計学、一橋大学名誉教授
- 吉田修 - 経営思想、名誉教授、元帝塚山大学教授、瑞宝中綬章受章
- 頼誠 - 管理会計、兵庫県立大学教授

#### 社会・法・人文・理
- 森主一 - 生態学・時間生物学、元滋賀大学学長（第7代）、滋賀大学経済短期大学部学長（第7代）、元京都大学理学部学部長、元静岡女子大学学長（第3代）、日本学術会議会員、京都大学・滋賀大学名誉教授
- 井伊直愛 - 水産学、旧彦根藩主井伊家第16代当主、元彦根市長、彦根市名誉市民
- 位田隆一 - 国際法、元滋賀大学学長、滋賀大学・京都大学名誉教授
- 清水巖 - 消費者法・商法、九州大学名誉教授、内閣総理大臣表彰受賞・経済産業大臣表彰受賞
- 佐伯啓思 - 社会思想、元滋賀大学教授、京都大学名誉教授
- 宮本又次 - 日本史、大阪大学名誉教授、文化功労者
- 熊野聰 - 西洋史、名古屋大学名誉教授
- 蔵持重裕 - 日本史学、元滋賀大学教授、立教大学名誉教授
- 水地宗明 - 哲学、元滋賀大学経済学部学部長、滋賀大学名誉教授
- 神山進 - 社会心理学、滋賀大学名誉教授
- 永田えり子 - 数理社会学、名誉教授
- 原秀六 - 商法、名誉教授
- 井波陵一 - 中国文学、京都大学教授
- 大隅清陽 - 歴史学、元助教授、山梨大学教授
- 勝田孝興 - 英文学、元同志社大学教授
- 川島隆 - 独文学、社会システム学科特任准教授
- 古積健三郎 - 民法、元助教授、中央大学教授
- 柴山桂太 - 現代社会論、社会システム学科准教授
- 瀬領真悟 - 経済法、元助教授、同志社大学教授
- 只友景士 - 公共政策、龍谷大学教授
- 十一元三 - 精神医学、京都大学教授
- 見上崇洋 - 行政法、立命館大学教授

### データサイエンス学部
- 河本薫 ‐ データ分析による意思決定支援、教授
- 清水昌平 - 統計科学、理化学研究所革新知能統合研究センター 汎用基盤技術研究グループ 因果推論チーム チームリーダー、滋賀大学データサイエンス・AIイノベーション研究推進センター 副センター長、滋賀大学教授
- 笛田薫 ‐ 数理統計学、教授
- 椎名洋 - 数理統計学、教授、学部長
- 村松千左子 - 医用画像解析、画像処理、NVIDIA DLIアンバサダー、教授

### 教育学部
- 本郷次雄 - 生物学、元日本菌学会会長、アメリカ菌学会名誉会員、元付属小学校長
- 浅井芳子 - ピアニスト、名誉教授
- 嵐野英彦 - 作曲、門下に赤石敏夫や河合孝治
- 稲垣忠彦 - 教育学、東京大学名誉教授
- 井波陵一 - 中国文学、京都大学教授
- 西田直二郎 - 歴史学、京都大学名誉教授
- 都出比呂志 - 考古学、大阪大学名誉教授
- 犬伏純子 - ピアニスト、名誉教授
- 小笠原好彦 - 考古学、名誉教授
- 東上高志 - 日本史、毎日出版文化賞受賞
- 加納正雄 - 経済学、学校教育教員養成課程教授
- 木川田澄 - 声楽、名誉教授
- 窪島務 - 特殊教育、名誉教授
- 早川洋行 - 社会学、名誉教授
- 藤本文朗 - 特殊教育、名誉教授
- 矢野由起 - 家政学、名誉教授
- 吉川栄治 - 国文学、名誉教授
- 白石恵理子 - 教育学、教授
- 中根庸介 - オーボエ奏者、准教授